# Manjit Singh
Manjit Singh (né le 1er septembre 1989 à Ujhana, Narwana, Jind) est un athlète indien, spécialiste du 800 m.

## Carrièe
Demi-finaliste lors des Jeux du Commonwealth de 2010, il n'obtient pas de titre majeur à l'exception d'une seconde place sur 800 m lors de la Federation Cup et des Inter-State Championships de 2018.
Avec 1 min 46 s 15, record personnel, il remporte le titre lors des Jeux asiatiques de 2018 à Jakarta en battant le favori, son compatriote Jinson Johnson. 